# Họ Hoa tím
Họ Hoa tím hay họ Vi-ô-lét (danh pháp khoa học: Violaceae, còn gọi là Alsodeiaceae J.G.Agardh, Leoniaceae DC. và Retrosepalaceae Dulac) là một họ trong thực vật có hoa bao gồm khoảng 800 loài trong 21-23 chi, trong đó riêng chi điển hình (chi Viola) chứa khoảng 400-600 loài. Tên gọi khoa học của họ này có nguồn gốc từ chi Viola, bao gồm các loài hoa tím (vi-ô-lét) và păng-xê (hoa bướm).
Các phân loại cũ như hệ thống Cronquist đặt họ Violaceae trong bộ Hoa tím (Violales). Tuy nhiên, các phân loại mới hơn, như hệ thống APG II đặt họ này trong bộ Sơ ri (Malpighiales).

## Phân loại
Họ này đôi khi được chia thành ba phân họ là Violoideae, Leonioideae và Fusispermoideae.

### Phân họ Fusispermoideae
- Fusispermum Cuatrec.

### Phân họ Leonioideae
- Leonia Ruiz & Pav.

### Phân họ Violoideae

#### Tông Rinoreeae

##### Phân tông Hymenantherinae
- Hymenanthera R.Br.
- Melicytus J.R.Forst. & G.Forst.

##### Phân tông Isodendriinae
- Isodendrion A.Gray

##### Phân tông Paypayrolinae
- Amphirrhox Spreng.
- Hekkingia Munzinger & H.E.Ballard
- Paypayrola Aubl.

##### Phân tông Rinoreinae
- Allexis Pierre
- Decorsella A.Chev. (gồm cả Gymnorinorea Keay)
- Gloeospermum Triana & Planch.
- Rinorea Aubl. (gồm cả Alsodeia Thouars, Phyllanoa Croizat, Scyphellandra Thwaites)
- Rinoreocarpus Ducke

#### Tông Violeae
- Agatea A.Gray (gồm cả Agation Brongn.)
- Anchietea A.St.-Hil.
- Corynostylis Mart.
- Hybanthopsis Paula-Souza
- Hybanthus Jacq. (gồm cả Acentra Phil., Clelandia J.M.Black, Cubelium Raf. cũ Britton & A.Br., Ionidium Vent., Pigea DC.)
- Mayanaea Lundell
- Noisettia Kunth
- Orthion Standl. & Steyerm.
- Schweiggeria Spreng.
- Viola L. (gồm cả Erpetion Sweet, Mnemion Spach)